# Numeração (teoria da computação)
Na teoria da computabilidade, numeração é a atribuição de números naturais para um conjunto de objetos como números racionais, gráficos ou palavras em alguma linguagem. A numeração pode ser usada para transferir a ideia de computabilidade e conceitos relacionados, que estão estritamente definidos sobre os números naturais usando funções computáveis, para objetos diferentes. 
Numerações importantes são a numeração de Gödel dos termos de lógica de primeira ordem (LPO) e numerações do conjunto de funções computáveis, que pode ser usado para aplicar os resultados da teoria da computabilidade sobre o conjunto de funções computáveis em si.

## Definição
Uma numeração de um conjunto {\displaystyle S\!} é uma função sobrejectiva parcial
{\displaystyle \nu :\subseteq \mathbb {N} \to S.}
O valor de {\displaystyle \nu \!} em {\displaystyle i\!} (se definida) é normalmente escrita como {\displaystyle \nu _{i}\!} ao invés do usual {\displaystyle \nu (i)\!}. {\displaystyle \nu \!} é chamada de numeração total se {\displaystyle \nu \!} é uma função total.
Se {\displaystyle S\!} é um conjunto de números naturais, então {\displaystyle \nu \!} é necessário para ser uma função parcial recursiva. Se {\displaystyle S\!} é um conjunto de subconjuntos dos números naturais, então o conjunto {\displaystyle \{\langle i,j\rangle :j\in \nu _{i}\}} (usando a função de emparelhamento de Cantor) é necessário para ser recursivamente enumerável.

## Exemplos
- Dado uma numeração de Gödel {\displaystyle \varphi _{i}} podemos definir uma numeração dos conjuntos recursivamente enumeráveis por {\displaystyle W(i):=\mathrm {domain} (\varphi _{i})}

## Propriedades
Muitas vezes é mais conveniente trabalhar com uma numeração total do que com uma parcial. Se o domínio de uma numeração parcial é recursivamente enumerável, então sempre existe uma numeração equivalente total.

## Comparação de numerações
Usando a função computável, podemos definir uma ordem parcial no conjunto de todas as numerações. Dadas duas numerações
{\displaystyle \nu _{1}:\subseteq \mathbb {N} \to S_{1}}
e
{\displaystyle \nu _{2}:\subseteq \mathbb {N} \to S_{2}}
Dizemos que {\displaystyle \nu _{1}} é redutível a {\displaystyle \nu _{2}} e escrita
{\displaystyle \nu _{1}\leq \nu _{2}}
se 
{\displaystyle \exists f\in \mathbf {P} ^{(1)}\,\forall i\in \mathrm {Domain} (\nu _{1}):\nu _{1}(i)=\nu _{2}\circ f(i).}
Se {\displaystyle \nu _{1}\leq \nu _{2}} e {\displaystyle \nu _{1}\geq \nu _{2}} então dizemos que {\displaystyle \nu _{1}} é equivalente a {\displaystyle \nu _{2}} e escrita {\displaystyle \nu _{1}\equiv \nu _{2}}.